# 維任卡河
維任卡河（烏克蘭語：Виженка），是烏克蘭西南部的河流，屬於切列莫什河的支流。該河發源自羅茲托基東部，流經切爾尼夫齊州的維日尼察區，河道全長16公里，流域面積51.6平方公里。